# Yasushi Mizusaki
Yasushi Mizusaki (水崎 靖 Mizusaki Yasushi?), född 13 juni 1971 i Shizuoka prefektur, är en japansk före detta fotbollsspelare.
Mizusaki började sin karriär 1994 i Cerezo Osaka. Han avslutade karriären 1996.